# Rya skog
Rya skog är ett mindre skogsområde i Rödjan i Lundby socken i Göteborgs kommun i Västergötland. Större delen av skogen, 16 hektar, är ett naturreservat som bildades 1928. Reservatet förvaltas av Västkuststiftelsen.
Skogen är en rest av den mellaneuropeiska ekblandskog, som en gång i tiden täckte vida områden av den svenska västkusten. Den är en typ av löv- och sumpskog som var vanliga i regionen tidigare men som till största delen har huggits ned. Rya skog är ett omtyckt utflyktsmål för botaniker, ornitologer och andra naturintresserade, särskilt under våren. Vid en inventering 2007 fann man 22 hotade och sällsynta arter i området.
Skogen har efterhand blivit omringad av anläggningar som Ryaverket (Göteborgs avloppsverk), raffinaderier och gaskraftvärmeverk. Kontakten med Göta älv vid Rya Nabbe har brutits och en del av reservatet användes 1958 när Ryaverket började byggas. Skogen har regelbundet varit föremål för olika planer för utbyggnad av angränsande verksamheter, som kräver att en del av arean tas i anspråk, men det anses allmänt att det återstående området bör bevaras.

## Historik
Platsen där Rya skog ligger har mycket länge varit bevuxen med skog, vilket annars är ovanligt på Hisingen som under långa tider varit mycket skogfattig. Rya skog var länge en del av kronoegendomen (eller överstebostället) Stora Rödjan, som var del av kronohemmanet Skarvik inom Lundby socken. Det äldsta kända dokument som nämner Rya skog är en teckning av Erik Dahlbergh från 1678. Från 1700-talet finns flera urkunder om skogen. I slutet av 1700-talet skrev Anders Gustaf Barchæus att östra Hisingen var så bart att själva jorden var bortsopad och att det på Rödjan inte ens växte en enda enebuske. Barchæus förklarar detta genom att konstatera att de fanns så många spår efter kolmilor. Men så fortsätter han:
| ”                                                                                       | Men Rödja hemmanet har en makalöst nyttig och wacker löfskog, fredad inom ängens murar och bestående i synnerhet af ahl och ask, därnäst af ekar och aspar samt en björk här och där. Tall och gran finnes ej på denna orten och ahlen är här ett wackert träd med wackra stammar och blanka löf samt utan tufwor vid roten. Denna skog med mellanspäckade gräsgator och parker sades innehålla 20 tunnland. | „ |
| – Ur Anders Gustaf Barchæus resejournal, som förvaras på Uppsala universitetsbibliotek. | |   |

Det var först i och med Göteborgs kraftiga expansion på Hisingen, mot slutet av 1800-talet som Rya skog blev mer känd bland invånarna i Göteborg. Den blev nu ett populärt utflyktsmål för naturintresserade, föreningar och skolklasser. I och med den nya lagen angående naturminnesmärkens fredande från 1909 väcktes tanken att Rya skog förtjänades att skyddas. Den förste som mer officiellt framförde denna tanke, var professor Rutger Sernander, i ett yttrande år 1913 till kommittén för Charles Felix Lindbergs donationsfond. Idén togs sedan vidare av Naturskyddsföreningens Göteborgsavdelning. 1916 annonserades 28 stycken av Rya skogs ekar ut till försäljning vilket fick Göteborgsavdelningen av skriva till Kungl. Maj:t att försäljningen skulle förbjudas. Svaret blev att averkning av ek i den s.k. Rya skog /.../ skall inskränkas att omfatta endast döda och vindfällda träd /.../ samt att avverkning och andra åtgärder vid skötseln av Rya skog skola vidtagas först efter vetenskapsakademiens hörande.. Detta var Rya skogs första egentliga skydd.
Den 8 februari 1917 framförde Hjalmar Wijk en motion i Göteborgs stadsfullmäktige utifrån Naturskyddsföreningens Göteborgsavdelnings krav på naturskydd av vissa områden i Göteborg, däribland Rya skog. Sommaren 1920 uppkom ett nytt hot mot skogen. Göteborgs drätselkammare begärde då att få köpa Stora Rödjan av kronan, för att kunna utvidga hamnen. Detta fick återigen Göteborgsavdelningen att förklara värdet av att skogen skulle få bevaras. År 1921 publicerade Axel Liljedahl en text om Rya skog i Sveriges Natur, där han påpekade att bevarandet av skogen inte bara var en viktig naturskyddsfråga för Göteborg utan för hela Västkusten. Under följande fem år gjordes ytterligare ansträngningar att få Rya skog skyddad, bland annat av Carl Skottsberg 1923, vilket till slut gav resultat. Efter tillstyrkan av Vetenskapsakademiens naturskyddskommitté fridlystes Rya skog den 3 februari 1928 som naturminne, och den 12 april 1928 utfärdades en kungörelse om det av Länsstyrelsen i Göteborgs och Bohus län.
Den fridlysta Rya skog omfattade 1928 en areal av cirka 22,6 hektar och sträckte sig norrut från Göta älvs strand.

## Fågelfauna
Rya skog är känt för sitt fågelliv. 1952 gjordes på uppdrag av Göteborgs stadsfullmäktige en inventering av fågelfaunan i skogen. Inventeringen rapporterade 29 arter som regelbundet förekom i skogen, och ytterligare sju arter som tillfälligt observerats. De vanligaste fåglarna var då rödhake, lövsångare, talgoxe, trädgårdssångare, koltrast, trädpiplärka och härmsångare. Av de lite mer ovanliga arter som häckade i skogen kan nämnas mindre hackspett och göktyta. År 2020 fanns 26 fågelarter som någon gång med säkerhet häckat i Rya skog rapporterade på Artportalen och fortfarande förekommer exempelvis mindre hackspett som häckfågel. Utöver detta kan nämnas att ett par av vit stork byggde bo i en ek i Rya skog våren 1849 men att den ena individen sköts av en jägare, varför den andra storken drog därifrån. Även lärkfalk ska ha häckat i skogen under andra halvan av 1800-talet.